# Drapeau de Mars
 (mars 2025).
Si vous disposez d'ouvrages ou d'articles de référence ou si vous connaissez des sites web de qualité traitant du thème abordé ici, merci de compléter l'article en donnant les références utiles à sa vérifiabilité et en les liant à la section « Notes et références ».

Drapeau de Mars.

Le drapeau de Mars est un drapeau proposé pour Mars mais qui ne possède aucune valeur officielle. Il a été inventé par la Mars Society et The Planetary Society, des associations qui ont la volonté de promouvoir la recherche sur Mars.

## Signification des couleurs
La barre rouge, qui est contre le mât, symbolise la planète Mars telle qu'elle est aujourd'hui. Le vert et le bleu représentent les étapes d'une possible terraformation de Mars, que l'homme aurait la capacité et la volonté d'entreprendre.
Ce drapeau ressemble à l'ancien drapeau de l'Arménie, utilisé pendant les années 1880 par les nationalistes arméniens.
Kim Stanley Robinson, auteur américain de romans de science-fiction, a développé le concept du drapeau martien, avec sa fameuse trilogie : Mars la rouge, Mars la verte et Mars la bleue. 

## Statut et utilisations
Le drapeau de Mars flotte sur la Flashline Mars Arctic Research Station (en) (FMARS) sur l'Île Devon, au Canada, et sur la Mars Desert Research Station (MDRS) dans le désert de l'Utah, les deux bases Mars-analogues de la Mars Society.
Il a été emporté dans l'espace sur la navette Discovery par l'astronaute John Mace Grunsfeld durant la mission spatiale STS-103 en 1999.
Il n'y a pas de drapeau officiel pour Mars car il n'y a aucun gouvernement ou autre autorité pour adopter un tel pavillon. En outre, le Traité de l'espace stipule dans son article II que « l'espace extra-atmosphérique, y compris la Lune et les autres corps célestes, ne peut pas être l'objet d'appropriation nationale par proclamation de souveraineté, par voie d'utilisation ou d'occupation, ou par tout autre moyen. »

## Drapeaux de Mars dans la fiction

Interprétation possible de la description du drapeau de Mars inventé dans le roman L'Envol de Mars de Greg Bear.
Interprétation possible de la description du drapeau de Mars inventé dans le roman En terre étrangère de Robert A. Heinlein.